# Ярбус, Альфред Лукьянович
Альфред Лукьянович Ярбус (род. 3 апреля 1914, Москва, Российская империя — 1986) — советский учёный-физиолог, доктор биологических наук. Один из авторов научного направления окулография, занимающегося изучением движения глаз. Его работа была связана с разработкой оригинальной методики «присосок», использованной для регистрации движения глаз испытуемых при рассматривании различных изображений, в частности таких, как сцена в лесу и женское лицо. На глазном яблоке испытуемого Ярбус крепил маленькое зеркальце. Отраженный от него световой зайчик писал на фотобумаге узор — след движения глаз. На этих записях периоды фиксации взора представлены точками, а точки соединены линиями, показывающими траекторию движения глаз во время саккад.. Эта же методика использована для создания изображения, неподвижного относительно сетчатки.
Результаты, полученные при изучении закономерностей движения глаз, имеют существенное значение для понимания механизмов работы органа зрения.

## Биография
- в 1941 году окончил Физический факультет МГУ
- с 1942 по 1946 гг. находился в рядах Красной Армии
- в 1947—1950 гг учился в аспирантуре[3] — руководитель С. В. Кравков, в Лаборатории психофизиологии зрения, которая входила в Сектор психологии Института философии АН СССР
- в 1963 году Лаборатория биофизики зрения Института биологической физики АН СССР переведена в Институт проблем передачи информации АН СССР
- в 1964 году защитил диссертацию доктора биологических наук[3]

## Книги
- А. Л. Ярбус. Роль движений глаз в процессе зрения. Наука, 1965 (Перевод A. L. Yarbus, Eye Movements and Vision. New York: Plenum Press, 1967)

## Память
- Международный симпозиум по движениям глаз Ярбус-100 (2014 год)[4].